# رازانوو (شهرستان مواوا)
رازانوو (به لهستانی:  Radzanów) یک روستا در لهستان است که در گمینا رازانوو (شهرستان مواوا) واقع شده‌است. رازانوو ۹۳۰ نفر جمعیت دارد.